# Johann Melchior von Morgenstern
Johann Melchior von Morgenstern (* 7. Mai 1733 in Genthin; † 31. März 1789 in Berlin) war ein preußischer Oberst und Kommandeur im Infanterieregiment „von Bornstädt“ sowie Ritter des Ordens Pour le Mérite.

## Leben
Johann Melchior von Morgenstern war der Sohn des gleichnamigen Rittmeisters im Leib-Carabinier-Regiment und Enkel des ebenfalls gleichnamigen Hauptmann im Alt-Anhalt-Dessauer-Regiment, der zuletzt Kommandant in Landsberg an der Warthe war.
Morgenstern stand also in familiär soldatischer Tradition, als er im Rang eines Majors beim Infanterieregiment „Herzog von Braunschweig“ am 6. Mai 1774 bei der Revue in Berlin von Friedrich dem Großen den Orden Pour le Mérite verliehen bekam. Im selben Jahr muss er ohne Rangveränderung zum Infanterieregiment „von Saldern“ nach in Magdeburg versetzt worden sein, wo er am 9. Juli 1783 zum Oberstleutnant avancierte.
1785 stand er erneut beim Infanterieregiment „Herzog von Braunschweig“ im Dienst und avancierte dort am 5. März 1786 zum Oberst. 1788 wurde er als solcher zum Kommandeur des Infanterieregiments „von Bornstädt“ berufen und damit nach Berlin versetzt. Wenig später ist er auf dieser Stelle verstorben und wurde auf dem Garnisonfriedhof begraben.

## Familie

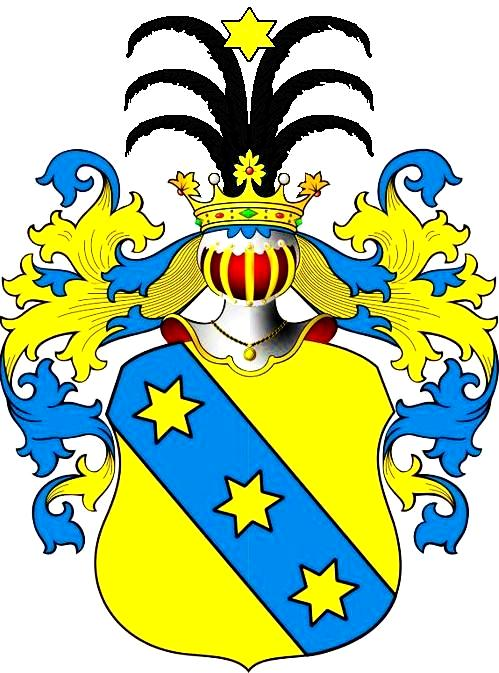
Familienwappen des Johann Melchior von Morgenstern

Morgenstern war mit der Elisabeth Katharine Louise von Holtzkampf (* 1752; † 1. März 1814 in Loburg), der Tochter eines Oberstleutnants, vermählt. Aus der Ehe ging eine Tochter hervor:
- Bernhardine Friederike Luise Karoline von Morgenstern (* 19. September 1782 in Magdeburg; † 5. Juli 1835 in Magdeburg)

⚭ Friedrich Wilhelm von Wulffen (* 5. Juni 1735 in Grabow; † 12. Januar 1801 in Loburg)
⚭ 26. Juni 1803 (1809 geschieden) Graf Carl Werner Achaz von der Schulenburg zu Meineweh (* 12. März 1776; † 17. November 1842)
⚭ 3. Mai 1812 Hans Ulrich Friedrich von Wulffen zu Loburg III (* 23. Januar 1788 in Loburg; † 12. Mai 1843 in Berlin)